# Pozsonyi kikötő
A pozsonyi kikötő (szlovákul: Prístav Bratislava) a Duna folyó, tágabban nézve a Rajna–Majna–Duna vízi út egyik legfontosabb kikötője, mely Szlovákia fővárosában, Pozsonyban található. Univerzális belvízi kikötő, két része van: teherkikötő és utaskikötő. Előbbi a szlovák gazdaságban meghatározó szerepet tölt be, az ország három nemzetközi kikötőjének egyike (a másik kettő Révkomáromban és Párkányban található). A Rajna–Majna–Duna-csatorna és a Balti–adriai-folyosó stratégiai metszéspontjában fekszik, a transzeurópai közlekedési hálózat fontos részén, a közelben található a bécsi és a budapesti kikötő között.
A kikötői hatóság feladatait a Verejné prístavy, a.s. cég látja el. A kikötő vasút, autópálya és csővezetékkapcsolattal is bír, utóbbi a Slovnaft finomítójához vezet. A teherkikötő vizét a Verejné prístavy, a.s., az épületeket és tárgyakat a Slovenská Plavba a Prístavy, a.s. (SPaP) tulajdonolja. A teherkikötő Duna bal partján fekszik, az 1867,290-es folyami kilométertől az 1862,000-ig. Mindkét szomszédos part a kikötő része.

## Története
A 19. század utolsó évtizedében Pozsony városközpontjának folyópartján jelentős változások mentek végbe. 1890-ben megépült az új Ferenc József acélhíd (napjainkban az Öreg híd áll a helyén), kis idő múlva nekiláttak az új kikötő építésének. A mai Szlovák Nemzeti Múzeum-épületek és az Apollo híd között alakították át úgy, hogy ezután 250 teherszállító hajó befogadására volt képes. Ezek a beruházások főleg a vállalatok érdekeit szolgálták, az Osztrák–Magyar Monarchia kormánya csak minimális részét állta a költségeknek.
Napjaink kikötőjét 1897-től a Téli kikötő északi medencéjének megépítésével és a vasúthálózat bővítésével kezdték. Ez a város legrégebbi ipari negyedében, a Továrenská utca mellett történt. A déli kikötő kialakítását 1907-ben kezdték. A Téli kikötő eredetileg a hajók telelésére szolgált (a víz itt nem fagy be), be-, és kirakodás lehetősége nélkül. 
A Monarchia felbomlása után 1919-ben alakult a csehszlovák közlekedési hivatal, amely a kikötő üzemeltetőjének jogelődje volt, utóbbi 1922. júniudábsn alakult, mint hajózási részvénytársaság. A komplexumot az Első Csehszlovák Köztársaság idején fejezták be, az 1930-as években Európa legjobban felszerelt kikötői között volt.
1922-ben az üzemeltető 5 vontatógőzössel és 44 uszállyal rendelkezett. 1938-ban már 167 hajó volt a birtokában, ma ez a szám 221.
Napjainkban számos történelmi épület, gép és hajó tartozik a kikötő tulajdonába, ilyen a 14-es, 17-es és 7-es számú raktár, az Öreg Hajósok Háza és egy szivattyútelep (szlovákul: budova prečerpávacej stanice), utóbbi három nemzeti kulturális műemlék. 2011-ben az utolsó megmaradt szlovák folyami motoros vontatóhajó, a Šturec védendő érték lett. A korábban Štúrnak nevezett hajót 1937-ben építették a révkomáromi hajógyárban, Milan Hodža miniszterelnök és az első szlovákiai tengeri hajókapitány, Thurzó Gyula György keresztelte meg. Testvérhajói, a Vajanský és a Moyzes már korábban megsemmisültek, de a Šturec túlélte az Apollo olajfinomító 1944-es szőnyegbombázását. A tervek szerint a hajó hamarosan múzeumba kerülhet.
A jövőben Pozsony városa a Duna-parti sétányt meg kívánja hosszabbítani a látványos Téli kikötőig, hosszú távon minden gyári tevékenység a Kikötői híd másik oldalára kerülhet át. E terveket a SPaP ellenzi.

## Utaskikötő

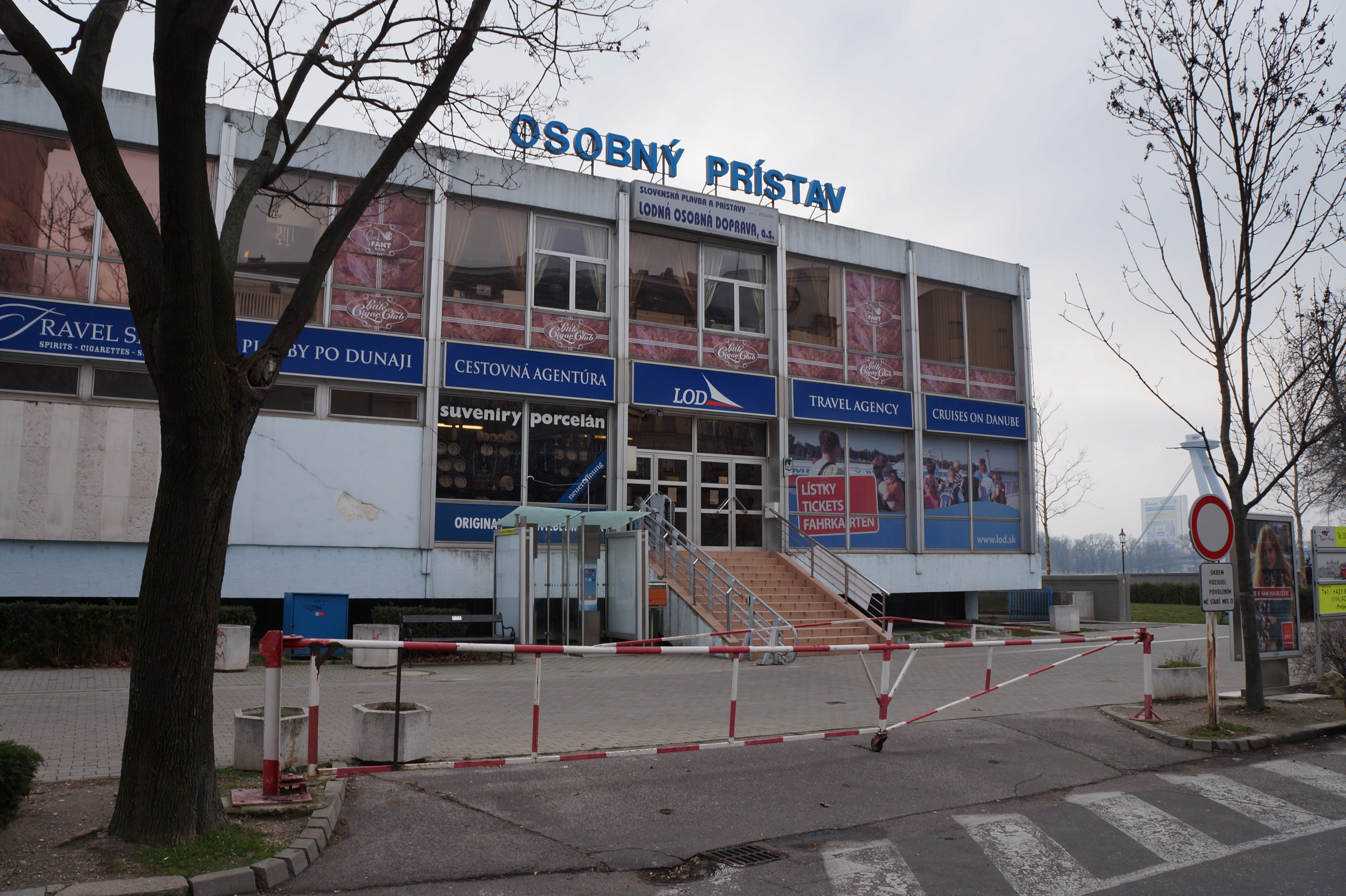
A pozsonyi utaskikötő

Az utaskikötő Pozsony központjában, a Szlovák Nemzeti Felkelés hídja és az Öreg híd közt található. a Fajnorovo nábrežie utca 2. alatt. Egy kis épületből és 8 rakfelületből áll. Üzletek, étterem és utazási iroda is található itt. Az 1870-es és 1867-es folyami kilométer között található.
A kikötő rekonstrukciója évek óta húzódik, egyrészt helyi aktivisták, másrészt az önkormányzat örökségmegőrzési hivatala miatt. A mai 3 emeletet 5-re bővítené a tulajdonos Slovenská plavba a prístavy - lodná osobná doprava, a.s.. A projekt zöldmezős beruházásokat is tartalmazna, mivel a parkolóhelyek száma nem csökkenne. 2016-ig nem kezdődött el a beruházás.

## Teherkikötő
A teherkikötő részei a következők:
- Téli kikötő (szlovákul: Zimný prístav) - az eredeti kikötő 1897-től
- Pálenisko - az 1975–1983 közt épült új kikötő
- Hajógyár (szlovákul: Lodenica) - hajójavításra szolgál

## Fordítás
Ez a szócikk részben vagy egészben  a   Port of Bratislava című angol Wikipédia-szócikk ezen változatának fordításán alapul.  Az eredeti cikk szerkesztőit annak laptörténete sorolja fel. Ez a jelzés csupán a megfogalmazás eredetét és a szerzői jogokat jelzi, nem szolgál a cikkben szereplő információk forrásmegjelöléseként.